# Estadio Parque Palermo
Estadio Parque Palermo – wielofunkcyjny stadion znajdujący się w miejscowości Montevideo w Urugwaju. Rozgrywane są tam głównie mecze piłkarskie z udziałem drużyny Central Español Montevideo. Stadion znajduje się w dzielnicy Parque Batlle podobnie jak Estadio Centenario oraz Parque Luis Méndez Piana.
Stadion został otwarty 31 października 1937 roku w 13 dniu tamtejszej ligi.